# Top Spin
Top Spin is een computerspel, uitgebracht voor de Xbox en de PC door Microsoft en ontwikkeld door Power and Magic dev. waarbij getracht is een arcade-achtige vorm van tennis met realistische beelden en goed wegspelende gameplay uit te brengen.
Begin november 2003 kwam het spel uit in Europa en Noord-Amerika voor de Xbox en het wist al snel een schare trouwe fans voor zich te winnen die vooral gecharmeerd waren door de online en multiplayer mogelijkheden die Top Spin te bieden heeft.